# Lagom (restaurant)
Lagom is een restaurant gevestigd in Harderwijk, Nederland. Het restaurant serveert gerechten uit de Franse keuken, gecombineerd met invloeden van over de hele wereld.

## Concept
Het restaurant kent een concept van fine-dining. De naam Lagom is afkomstig uit het Zweeds en betekent vrij vertaald precies goed of in balans. Deze filosofie vormt de basis van het restaurantconcept. De keuken van Lagom kenmerkt zich door verfijning, smaakbalans en oog voor detail.

## Erkenning
Restaurant Lagom wordt vermeld in de culinaire gids van GaultMillau, waar het werd geprezen om de kwaliteit van de gerechten en de professionele bediening.
Ook landelijke en regionale media besteedden aandacht aan het restaurant. De krant NRC schreef lovend over de balans tussen creativiteit en techniek in de gerechten.
In een recensie van De Stentor werd Lagom omschreven als "een restaurant dat alle zintuigen prikkelt", met speciale waardering voor de attente en professionele gastvrijheid.

## Geschiedenis
Lagom is sinds 2024 in handen van Hugo Hond, die eerder op freelancebasis werkzaam was bij het restaurant onder de vorige eigenaar.